# St. Michael (Engertsham)

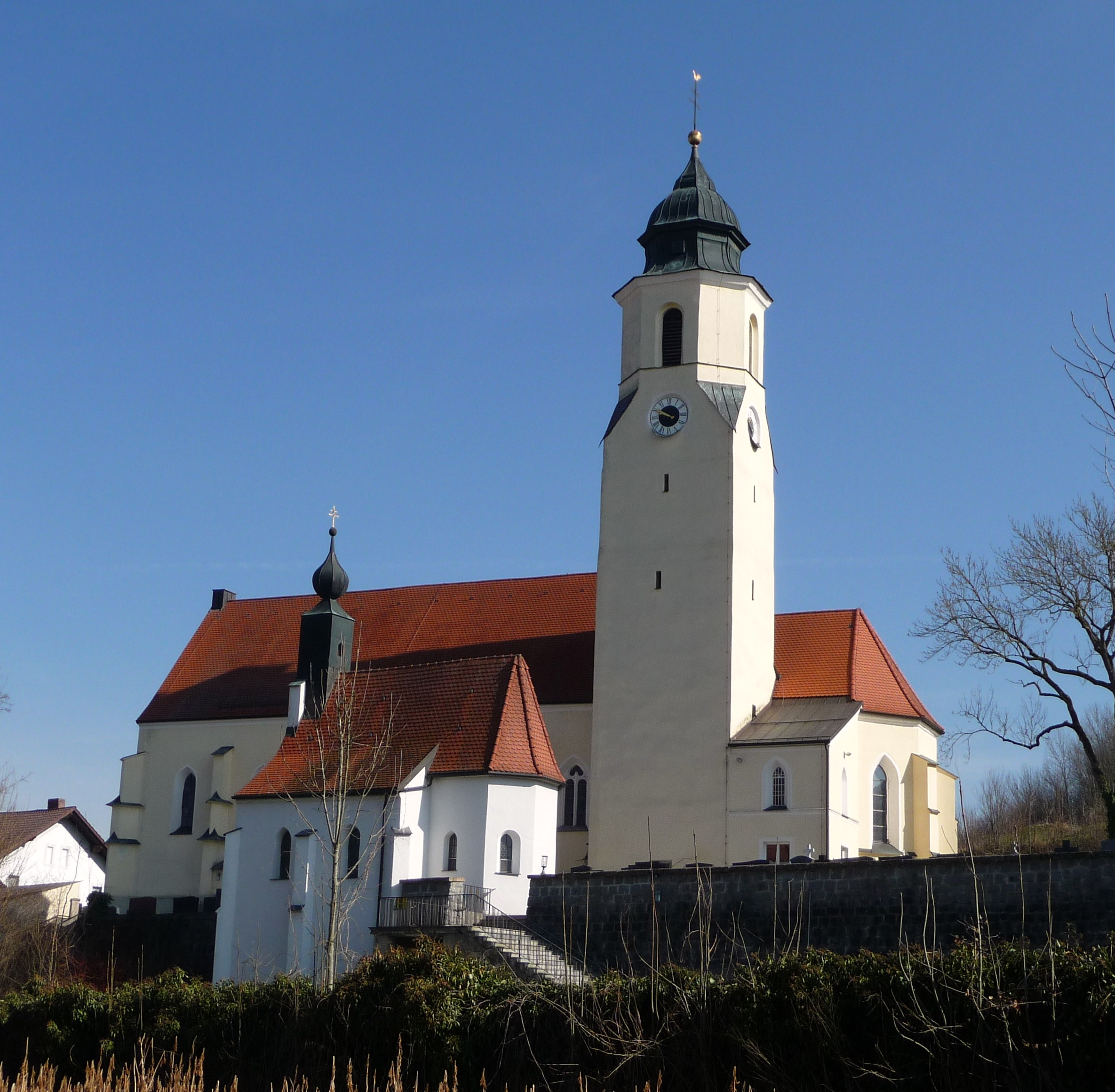
St. Michael (Engertsham)

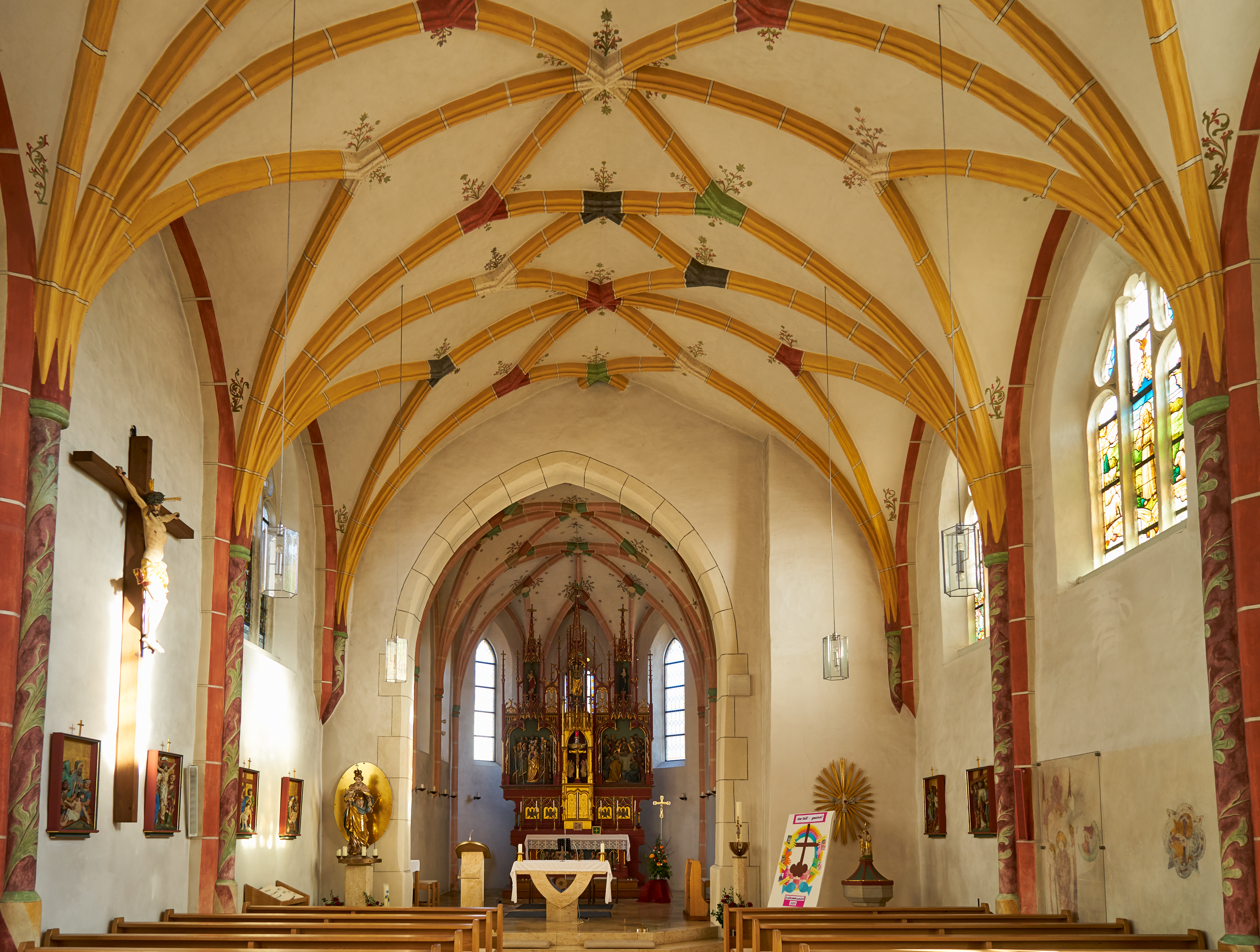
Innenansicht nach Osten

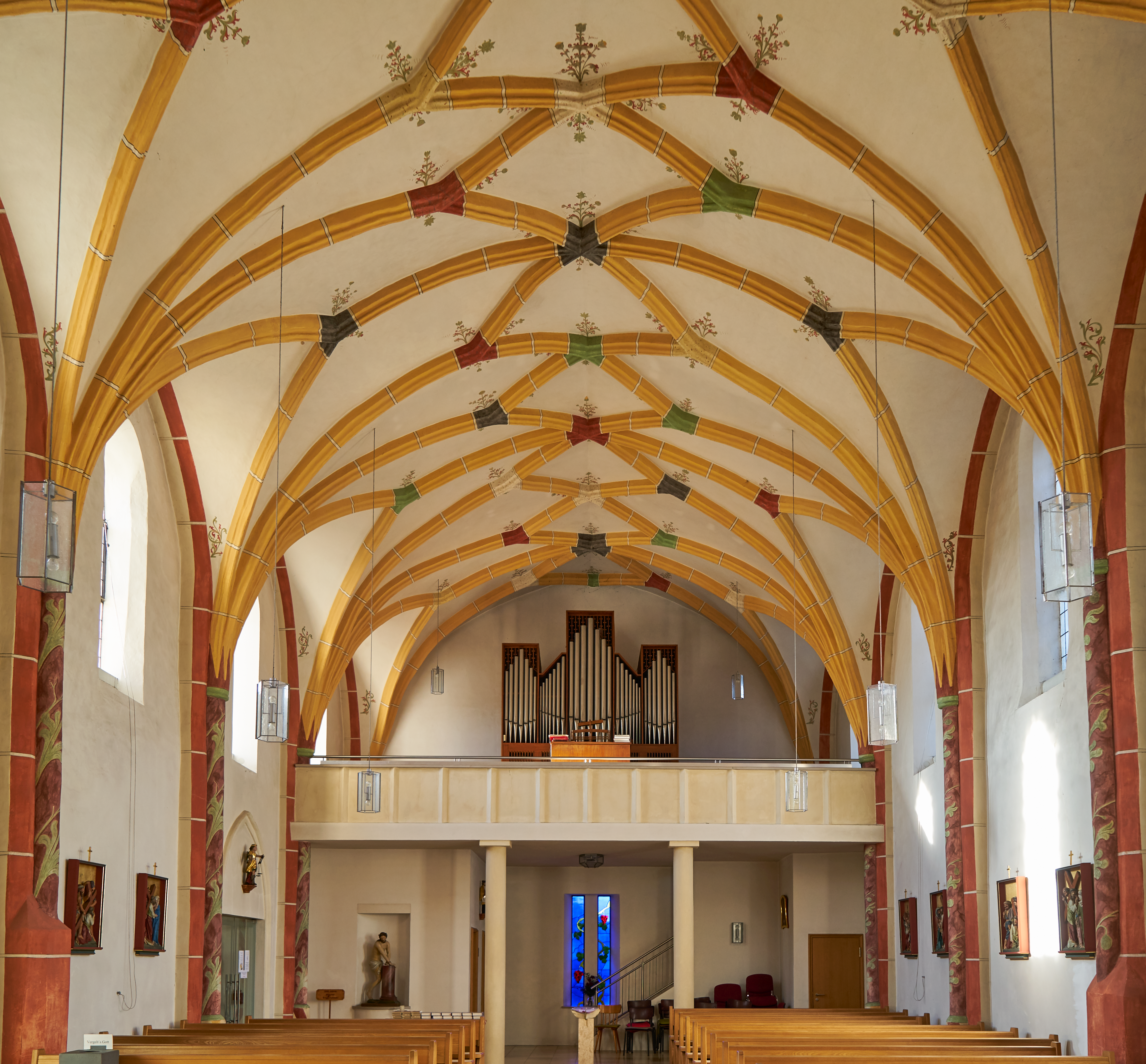
Innenansicht nach Westen

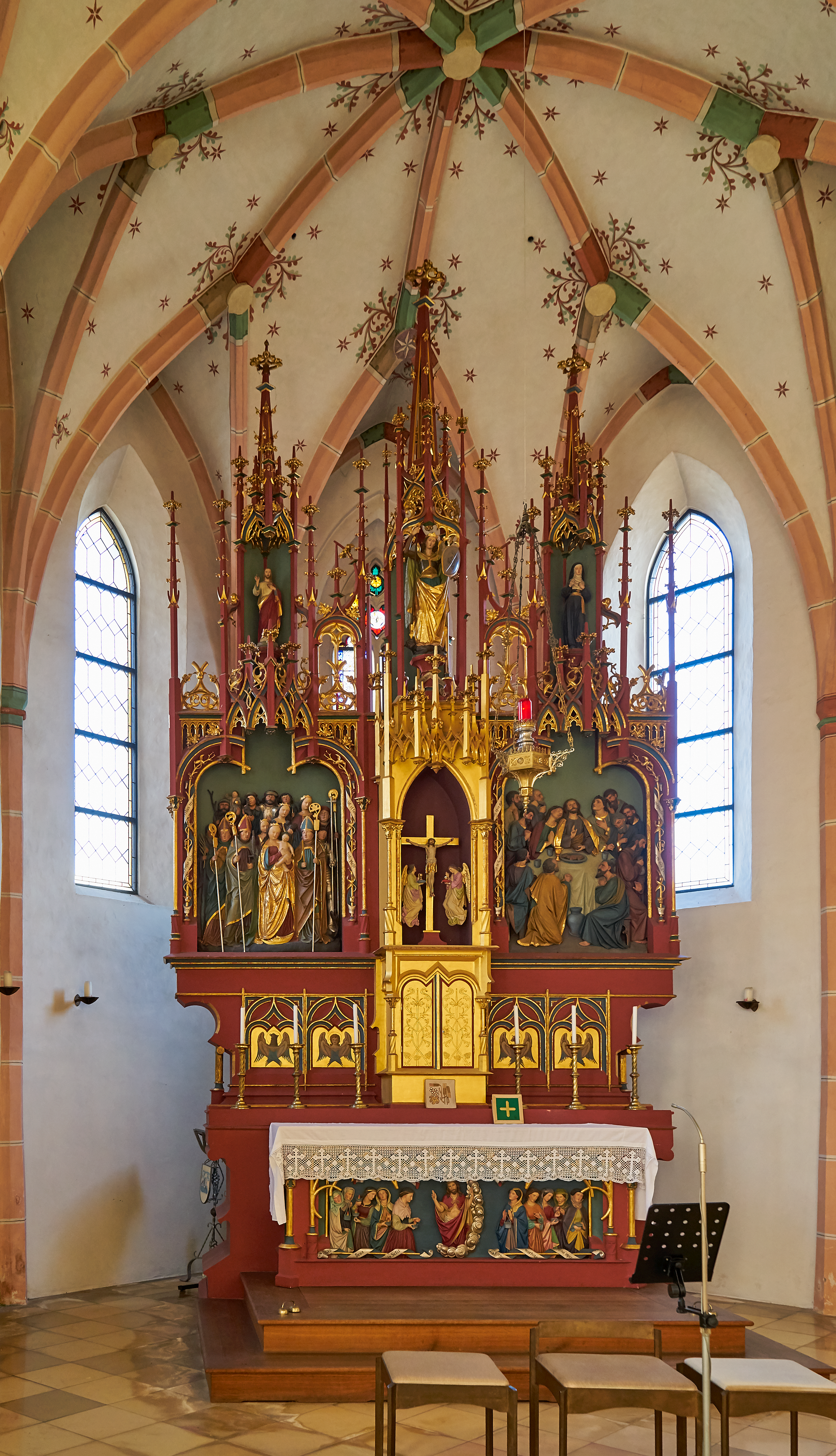
Altar

Die römisch-katholische Pfarrkirche St. Michael ist eine spätgotische Saalkirche im Ortsteil Engertsham von Fürstenzell im niederbayerischen Landkreis Passau. Sie gehört zur Kirchengemeinde St. Michael Engertsham im Dekanat Pocking des Bistums Passau.

## Geschichte und Architektur
Die Kirche war einst eine Filialkirche und später ein Vikariat der Kirche in Tettenweis. Von 1649 bis 1699 wurde sie vom Kloster Vornbach mit verwaltet, danach wieder von Tettenweis. Nach 1803 wurde die Kirche in Engertsham Sitz einer Pfarrei, seit 1974 ist sie dem Pfarrverband Fürstenzell eingegliedert.
Die Kirche wurde unter Verwendung eines älteren Turms in der Mitte des 15. Jahrhunderts neu errichtet. Das Bauwerk ist durch zweimal abgesetzte Strebepfeiler gegliedert, die am Langhaus mit einem kantigen Mittelstück versehen sind, der Turm steht an der Südseite des Chores und trägt ein barockes oktogonales Obergeschoss mit einer Kuppelhaube von 1754. Die Kirche wurde 1963 um zwei Joche erweitert.
Der Chor wurde mit Rücksicht auf den Turm nach Norden verschoben und besteht aus zwei Jochen mit Fünfachtelschluss. Das Gotteshaus ist ein charakteristisches Beispiel für eine spätgotische Landkirche in der Region. 
Das Bauwerk wird von Netzrippengewölben über polygonalen Wanddiensten abgeschlossen, deren unterer Teil an den Seitenwänden abgeschlagen ist. Am Gewölbe wurden Rankenmalereien und Sternmuster freigelegt; auch die kleinen Schlusssteine in allen Rippenkreuzungen sind bemalt. Das leicht überhöhte Schiff bestand bis zur Verlängerung aus vier Jochen und ist mit einem Netzrippengewölbe in Sechsrautenstern-Figuration über Runddiensten abgeschlossen, welchen den kräftigen Wandvorlagen vorgelagert sind. Die Westempore war ehemals gemauert und unterwölbt; sie wurde bei der Verlängerung des Bauwerks anspruchslos in Ortbeton erneuert.

## Ausstattung
Ein Schnitzrelief der Vierzehn Nothelfer, die sich um eine Mondsichelmadonna scharen, ist eine beachtenswerte Arbeit aus den Jahren um 1510/1520 vermutlich aus einer Passauer Werkstatt und wurde in den neugotischen Hochaltar eingefügt. Die dichtgedrängten Heiligen sind dreiviertelrund ausgearbeitet und wurden später mit einer neuen Fassung versehen.
Fünf Glocken aus Bronze, von denen drei aus dem 18. Jahrhundert stammen, dienen als Geläut. Die Orgel ist ein Werk von Ludwig Eisenbarth aus dem Jahr 1951 mit 14 Registern auf zwei Manualen und Pedal.

## Umgebung
Die Marienkapelle befindet sich südlich der Kirche an der erneuerten Friedhofsmauer. Sie ist ein kleiner zweijochiger Saal mit eingezogenem Polygonalchor, der mit einem Ziegeldach mit Dachreiter abgeschlossen ist. Im Chor wurden Rankenmalereien mit der Jahreszahl 1523 freigelegt.